# Miss Mundo 2021-2022
Miss Mundo 2021-2022 foi a 70ª edição do concurso Miss Mundo. O evento aconteceu no dia 16 de março de 2022 no Coca-Cola Music Hall, em San Juan, Porto Rico, quando a jamaicana Toni-Ann Singh coroou Karolina Bielawska, da Polônia, como sua sucessora.
A final inicialmente aconteceria no Coliseu José Miguel Agrelot no dia 16 de dezembro de 2021, mas o concurso foi prorrogado após casos de covid-19 serem detectados entre as candidatas. Semanas depois da prorrogação, foi anunciado que apenas o Top 40 voltaria para Porto Rico para disputar a final.
Karolina deveria ter reinado até o final de 2022 com o título de Miss Mundo 2021, mas o concurso seguinte acabou sendo prorrogado diversas vezes e foi remarcado de meados de 2023 até o final do ano e depois para março de 2024. 

## Antecedentes

### Localização e data
A edição estava originalmente programada para o final de 2020, mas foi adiada devido à pandemia de COVID-19. Em 8 de março de 2021, a organização Miss Mundo Porto Rico confirmou que a 70ª edição do concurso Miss Mundo aconteceria em San Juan, Porto Rico, no dia 16 de dezembro, data que foi novamente postergada após vários dias de atividades e provas preliminares, que levaram à contaminação de dezenas de candidatas e membros da equipe de produção (ver abaixo em "Adiamento devido à covid-19).

### Participação de São Martinho
O governo de São Martinho denunciou a participação de Lara Mateo no Miss Mundo 2021 e a dona da franquia no país anunciou que não sabia como uma candidata estava participando sem seu conhecimento, o que levou o governo a fazer investigações. Em janeiro, Georges Nadan, de Guadalupe, anunciou ser o novo franqueado do Miss Mundo em São Martinho.

### Apresentadores e atrações
Peter Andre retornou como anfitrião pela segunda vez com Fernando Allende. A atração musical da noite foi a orquestra filarmônica de Porto Rico, mas inicialmente Don Omar, Gente de Zona, Victor Manuel e Pedro Capó  haviam sido divulgados na página oficial do Miss Mundo no Facebook em 14 de dezembro de 2021.
Stephanie Del Valle também estava prevista como co-apresentadora da final, mas desistiu após se envolver numa polêmica (ver abaixo em "Controvérsia entre os organizadores").

### Adiamento devido à covid-19

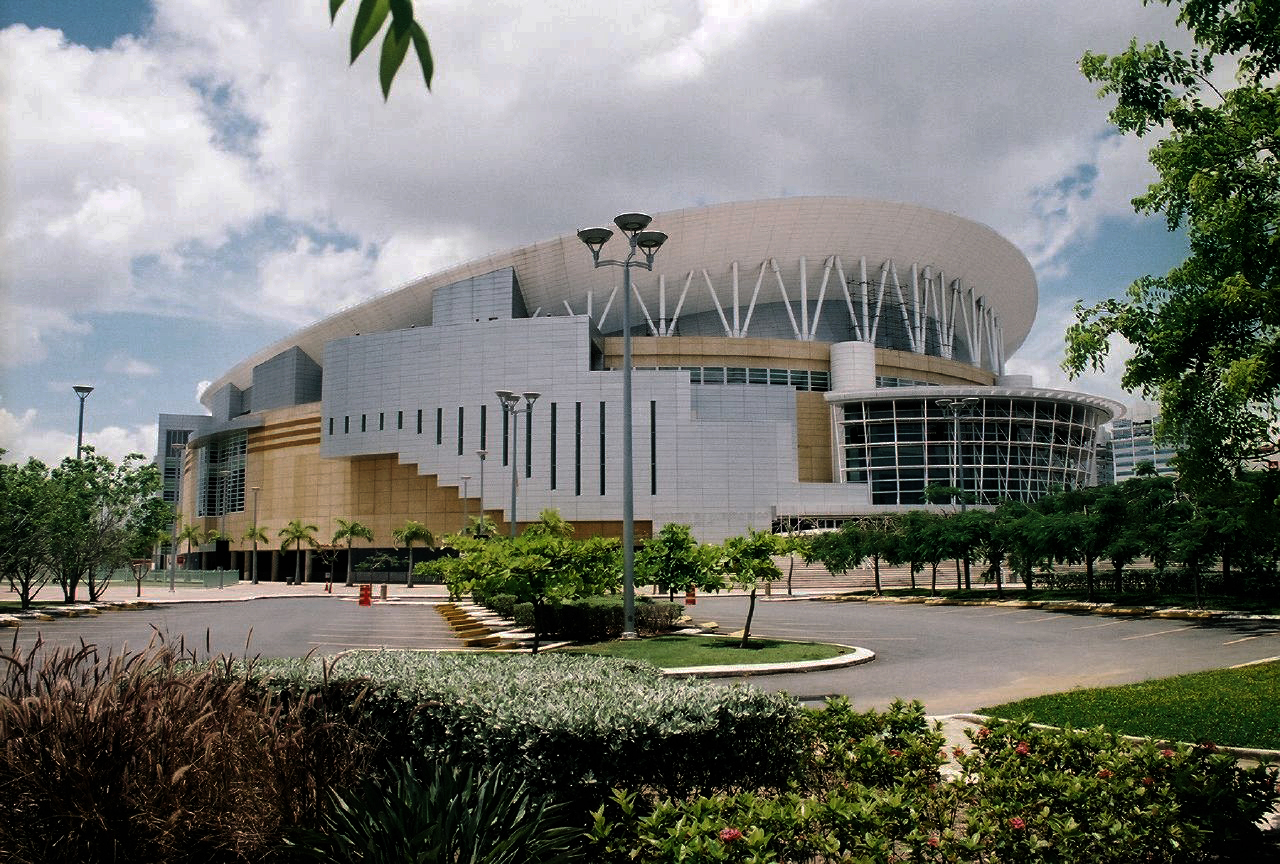
Coliseo de Puerto Rico: o local onde inicialmente o concurso aconteceria

No dia 14 de dezembro, a imprensa reportou que algumas candidatas teriam se contaminado com o Sars-Cov-2. Àquela data, o concurso já acontecia há mais de três semanas, com diversas atividades coletivas tendo sido realizadas em espaços fechados, em meio a aglomerações e sem o uso de máscaras.
No dia 16, a organizadora local, Stephanie Del Valle, Miss Mundo 2016, e autoridades locais confirmaram que 23 candidatas e 15 pessoas ligadas à organização e produção do evento estavam infectadas e que teriam que ficar em quarentena e que por isto, o concurso seria adiado para uma data entre janeiro e março de 2021.

### Controvérsia entre os organizadores
No início de fevereiro de 2022 a imprensa reportou que a empresa Reignite Puerto Rico, pertencente a Miss Mundo 2016, a porto-riquenha Stephanie Del Valle, que era a responsável pela organização do concurso, tinha sido processada pela empresa Puerto Rico with a Purpose por "fraude, roubo e quebra de contrato". As informações eram de que Stephanie não havia repassado 1,25 milhões de dólares para a Puerto Rico with a Purpose, com a qual tinha celebrado uma parceria para realizar o evento. No entanto, duas semanas depois, um juiz informou que Del Valle tinha feito o reembolso diretamente para o Departamento do Turismo do país.
O juiz também determinou que o caso seguisse para a instância civil, uma vez que representantes da Puerto Rico with a Purpose alegavam que o contrato estabelecia que todo dinheiro recebido por Stephanie, mesmo de origem governamental, deveria ser repassada para sua parceira, que então reclamava de um prejuízo de mais de 2,5 milhões de dólares.
No dia 28 de fevereiro Stephanie divulgou em seu Instagram que não participaria da final do evento. "Vai contra os meus princípios. (...) Só fizeram isto para me prejudicar", escreveu. Ela também pedia um indenização de 31 milhões à Puerto Rico with a Purpose por difamação.
No dia 10 de março, Julia Morley, presidente da Miss World Organization, declarou que nem tudo o que Stephanie estava dizendo era verdade e que sua desistência e a questão envolvendo o dinheiro havia colocado a realização do evento em risco.

## Resultado Final
| Posição   | País/Candidata |
| --------- | --- |
| Vencedora | Polónia – Karolina Bielawska |
| Vice      | Estados Unidos – Shree Saini |
| 3º lugar  | Costa do Marfim – Olivia Yace |
| Top 6     | - Indonésia – Pricilia Carla Yules - Irlanda do Norte – Anna Leitch - México – Karolina Vidales |
| Top 13    | - Chéquia – Andrea Aguilera - Colômbia – Karolína Kopíncová - França – April Benayoum - Índia – Manasa Varanasi - Filipinas – Tracy Pesek Perez - Somália – Khadija Omar - Vietname – Đỗ Thị Hà |

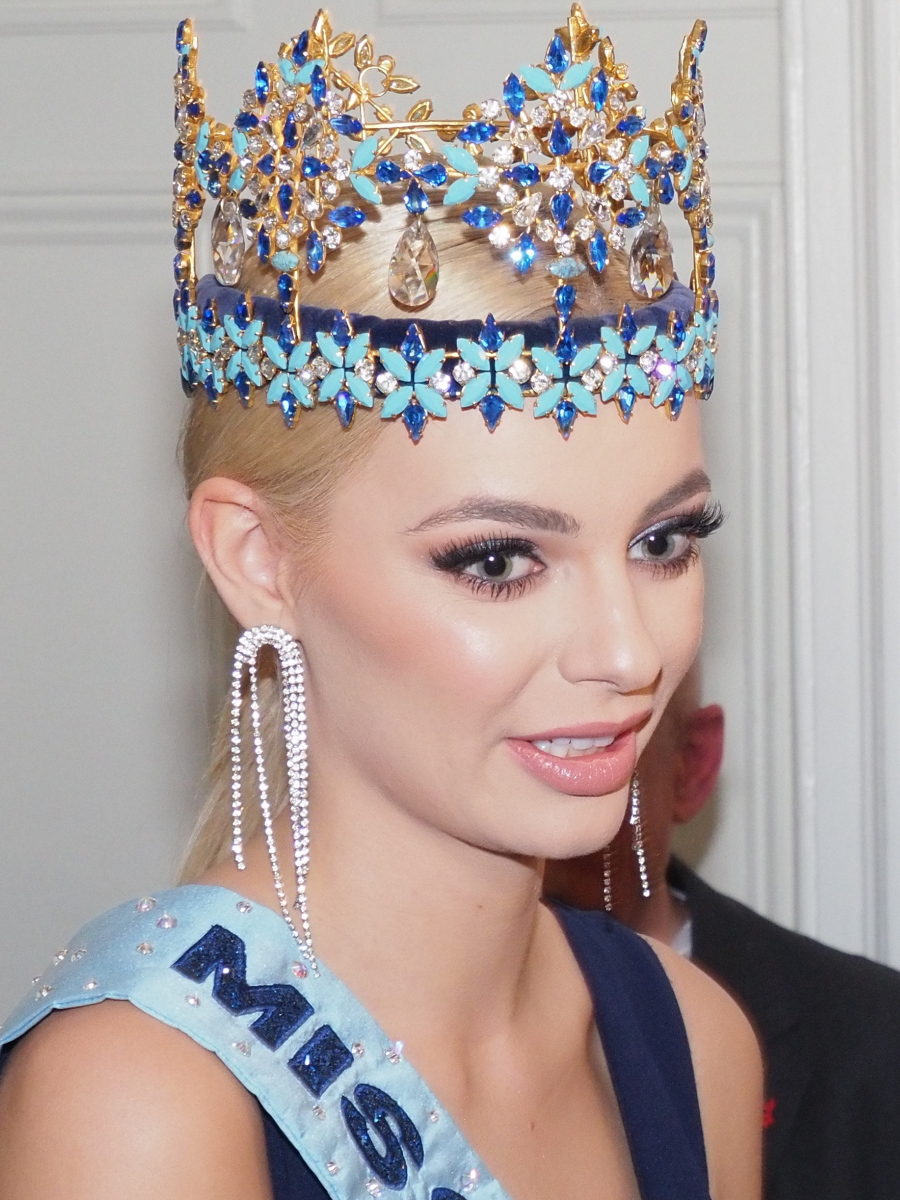
A vencedora Karolina Bielawska

| Top 40    | - África do Sul – Shudufhadzo Musida - Argentina – Amira Hidalgo - Bahamas – Sienna Evans - Botswana – Palesa Molefe - Brasil – Caroline Teixeira - Camarões – Audrey Monkam - Canadá – Svetlana Mamaeva - Chile – Carol Drpic - China – Jiang Siqi - Equador – Ámar Pacheco - Inglaterra – Rehema Muthamia - Guiné – Nene Bah - Hungria – Lili Tótpeti - Islândia – Hugrún Birta Egilsdóttir - Irlanda – Pamela Uba - Quênia – Sharon Obara - Madagáscar – Nellie Anjaratiana - Malásia – Lavanya Sivaji - Mongólia – Burte-Ujin Anu - Nepal – Namrata Shrestha - Nicarágua – Sheynnis Palacios - Paraguai – Bethania Borba - Porto Rico – Aryam Díaz - República Dominicana – Emmy Pena - Sri Lanka – Sadé Greenwood - Trinidad e Tobago – Jeanine Brandt - Venezuela – Alejandra Conde |

### Vaias
Várias vezes durante a final o público vaiou pessoas ligadas ao concurso, principalmente Brock Pierce, dono da empresa envolvido na controvérsia com Stephanie del Valle, e Julia Morley, presidente da MWO. Quando a porto-riquenha não foi chamada para o Top 12, novas vaias foram ouvidas, reporta a imprensa porto-riquenha.

## Provas preliminares

### Desafio Frente a Frente
As candidatas foram oficialmente designadas para seu grupo através do canal Miss World no YouTube em 24 de novembro de 2021.
| Grupo | País 1               | País 2      | País 3           | País 4     | País 5            | País 6           |        |        |
| ----- | -------------------- | ----------- | ---------------- | ---------- | ----------------- | ---------------- | ------ | ------ |
| 1     | Bahamas              | Malásia     | Nepal            | Peru       | Portugal          | Estados Unidos   |        |        |
| 2     | Albânia              | El Salvador | Inglaterra       | Indonésia  | Ilhas Maurícias   | África do Sul    |        |        |
| 3     | República Dominicana | Namíbia     | Paraguai         | Singapura  | Eslováquia        | Uruguai          |        |        |
| 4     | Ilhas Caimã          | Honduras    | Polónia          | Escócia    | Sérvia            | Sri Lanka        |        |        |
| 5     | Angola               | Bolívia     | Japão            | Suécia     | Ucrânia           | Venezuela        |        |        |
| 6     | Belize               | Guadalupe   | Quênia           | Noruega    | Trinidad e Tobago | Turquia          |        |        |
| 7     | Argentina            | Chéquia     | Guiné Equatorial | Jamaica    | Mongólia          | Países Baixos    |        |        |
| 8     | Botswana             | Estónia     | Islândia         | Itália     | Santa Lúcia       | Tunísia          |        |        |
| 9     | Bósnia e Herzegovina | Brasil      | Bulgária         | Moldávia   | Vietname          | País de Gales    |        |        |
| 10    | Camarões             | Chile       | Equador          | Luxemburgo | Madagáscar        | Irlanda do Norte |        |        |
| 11    | França               | Gibraltar   | Macau            | Filipinas  | Porto Rico        | Eslovênia        |        |        |
| 12    | Coreia               | Malta       | México           | Nigéria    | Panamá            | Espanha          |        |        |
| 13    | Bélgica              | Colômbia    | Curaçau          | Finlândia  | Irlanda           | Ruanda           |        |        |
| 14    | Canadá               | Costa Rica  | Costa do Marfim  | Guiné      | Hungria           | Índia            |        |        |
| 15    | Armênia              | China       | Guiné-Bissau     | Iraque     | Nicarágua         | Somália          |        |        |
| 16    | Camboja              | Gana        | Haiti            | Senegal    | São Martinho      | Tanzânia         | Uganda | Zâmbia |

### Talento
| Resultado Final | Candidata |
| --------------- | --- |
| Vencedora       | - Mongólia - Burte-Ujin Anu |
| 1ª Vice-Campeã  | - Noruega - Amine Storrød |
| 2ª Vice-Campeã  | - Japão - Tamaka Hoshi |
| 3ª Vice-Campeã  | - Chile - Carol Drpic |
| 4ª Vice-Campeã  | - Irlanda do Norte - Anna Leitch |
| Top 27          | - África do Sul - Shudufhadzo Musida - Albânia - Amela Agastra - Botswana - Palesa Molefe - Bulgária - Eva Dobreva - Coreia do Sul - Tara Hong - Costa do Marfim - Olivia Yacé - Equador - Ámar Pacheco - Escócia - Claudia Todd - Eslovênia - Maja Colic - Estados Unidos - Shree Saini - Gibraltar - Janice Sampere - Índia - Manasa Varanasi - Indonésia - Carla Yules - Inglaterra - Rehema Muthamia - Irlanda - Pamela Uba - Jamaica - Khalia Hall - Ilhas Maurícias - Angélique Sanson - Quênia - Sharon Obara - Singapura - Khai Ling Ho - Tunísia - Amani Layouni - Uruguai - Valentina Camejo - Vietname - Đỗ Thị Hà |

### Top Model
As finais do Top Model foram realizadas em 6 de dezembro de 2021.
A Miss Costa do Marfim, Olivia Yacé, venceu o concurso e tornou-se a primeira das quartas de finais do Miss Mundo 2021.
| Resultado Final | Candidata |
| --------------- | --- |
| Vencedora       | - Costa do Marfim - Olivia Yacé |
| 1º Vice-Campeã  | - Camarões - Audrey Monkam |
| 2ª Vice-Campeã  | - Porto Rico - Aryam Díaz |
| Top 13          | - Bahamas - Sienna Evans - Chéquia - Karolína Kopíncová - França - April Benayoum - México - Karolina Vidales - Nicarágua - Sheynnis Palacios - Polónia - Karolina Bielawska - Quênia - Sharon Obara - República Dominicana - Emmy Pena - Venezuela - Alejandra Conde - Vietname - Đỗ Thị Hà |

### Melhor Designer de Vestido
O prêmio de melhor vestido de designer teve como vencedora a Coreia do Sul durante as finais do Top Model do Miss Mundo 2021.
| Resultado Final | Candidata                       |
| --------------- | ------------------------------- |
| Vencedora       | - Coreia do Sul - Tara Hong     |
| 1ª Vice-Campeã  | - Costa do Marfim - Olivia Yacé |
| 2ª Vice-Campeã  | - Iraque - Maria Farhad         |

### Esportes
O evento esportivo será realizado em 01 de dezembro de 2021.
A Miss Noruega, Amine Storrod, teve um ataque de asma durante o evento que atrasou o resto da competição. O evento será retomado em uma data posterior.
| Resultado Final | Candidata                                                   |
| --------------- | ----------------------------------------------------------- |
| Vencedora       | - México - Karolina Vidales                                 |
| 1ºVice-Campeã   | - Islândia - Hugrún Birta Egilsdóttir                       |
| 2ª Vice-Campeã  | - Guiné-Bissau - Itchacénia Da Costa - Irlanda - Pamela Uba |

| Equipe (Top 24) | Candidata |
| --------------- | --- |
| Time Azul       | - Guiné-Bissau - Itchacénia da Costa - Malta - Naomi-Dingli - Ilhas Maurícias - Angélique Sanson - Sérvia - Andrijana Savic - Suécia - Gabriella Lomm Mann - Tunísia - Amani Layouni |
| Time Verde      | - Armênia - Mima Bzdigian - Brasil - Caroline Teixeira - Gibraltar - Janice Sampere - Islândia - Hugrún Birta Egilsdóttir - México - Karolina Vidales - Peru - Paula Montes          |
| Time Vermelho   | - Canadá - Svetlana Mamaeva - Coreia do Sul - Tara Hong - Escócia - Claudia Todd - Jamaica - Khali Hall - Japão - Tamaki Hoshi - Noruega - Amine Storrod                             |
| Time Amarelo    | - Argentina - Amira Hidalgo - Estónia - Karolin Kippasto - Eslovênia - Maja Colic - Finlândia - Emilia Lepomäki - Hungria - Lili Tótpeti - Irlanda - Pamela Uba                      |

## Candidatas
103 candidatas foram confirmadas para esta edição.
| País/Territóro       | Candidata                       | Idade | Cidade/Localidade   |
| -------------------- | ------------------------------- | ----- | ------------------- |
| África do Sul        | Shudufhadzo Musiḓa              | 24    | Limpopo             |
| Albânia              | Joanna Kiose                    | 24    | Berati              |
| Angola               | Ruth Carlos                     | 24    | Huambo              |
| Argentina            | Amira Hidalgo Zapata            | 23    | Bella Vista         |
| Armênia              | Mirna Bzdigian                  | 19    | Erevã               |
| Bahamas              | Sienna Evans                    | 24    | Nassau              |
| Bielorrússia         | Daria Goncharevich              | 18    | Minsk               |
| Bélgica              | Céline Van Ouytsel              | 23    | Herentals           |
| Belize               | Markeisha Young                 | 21    | Santa Elena         |
| Bolívia              | Alondra Mercado Campos          | 19    | Trinidad            |
| Bósnia e Herzegovina | Adna Biber                      | 19    | Sarajevo            |
| Botswana             | Palesa Molefe                   | 22    | Gaborone            |
| Brasil               | Caroline Teixeira               | 23    | Brasília            |
| Bulgária             | Eva Dobreva                     | 21    | Varna               |
| Camboja              | Phum Sophorn                    | 18    | Nom Pen             |
| Camarões             | Audrey Nabila Monkam            | 24    | Región del Noroeste |
| Canadá               | Svetlana Mamaeva                | 21    | Ontario             |
| Cazaquistão          | Nazerke Karmanova               | 23    | Aktobe              |
| Chéquia              | Karolína Kopíncová              | 22    | Brno                |
| Chile                | Carol Drpic                     | 21    | Punta Arenas        |
| Colômbia             | Andrea Aguilera                 | 24    | Antioquia           |
| Coreia do Sul        | Ji-Jeong «Jacqueline» Park      | 17    | Busan               |
| Costa do Marfim      | Olivia Yace                     | 23    | Yamoussoukro        |
| Costa Rica           | Andrea Montero Briceño          | 19    | Limón               |
| Curaçau              | Olivia Yace                     | 23    | Yamoussoukro        |
| Equador              | Ámar Silvana Pacheco Ibarra     | 24    | Guayaquil           |
| Escócia              | Claudia Todd                    | 25    | Bothwell            |
| Eslováquia           | Leona Novoberdaliu              | 22    | Bratislava          |
| Eslovênia            | Maja Čolić                      | 22    | Ribnica             |
| El Salvador          | Nicole Álvarez                  | 27    | San Salvador        |
| Equador              | Ámar Pacheco                    | 24    | Guaiaquil           |
| Espanha              | Ana García Segundo              | 23    | Almería             |
| Estados Unidos       | Shree Saini                     | 26    | Washington          |
| Estónia              | Karolin Kippasto                | 24    | Tartu               |
| Etiópia              | Rediet Berhanu                  | 27    | Hawassa             |
| Filipinas            | Tracy Perez                     | 28    | Cebu                |
| Finlândia            | Emilia Lepomäki                 | 23    | Vantaa              |
| França               | April Benayoum                  | 22    | Provença            |
| Gana                 | Monique Mawulawe Agbedekpui     | 20    | Volta               |
| Gibraltar            | Janice Sampere                  | 24    | Westside            |
| Guadalupe            | Prescilla Larose                | 25    | Le Moule            |
| Guatemala            | Hillary Yammileth Mendoza Gámez | 21    | Suchitepéquez       |
| Guiné Equatorial     | Lucila Benita                   | 21    | Malabo              |
| Haiti                | Erlande Berger                  | 24    | Porto Príncipe      |
| Honduras             | Dayana Bordas                   | 21    | Gracias a Dios      |
| Hungria              | Lili Tótpeti                    | 20    | Nagykanizsa         |
| Islândia             | Hugrún Birta Egilsdóttir        | 22    | Reykjavík           |
| Índia                | Manasa Varanasi                 | 23    | Telangana           |
| Indonésia            | Pricilia Carla Yules            | 24    | Surabaya            |
| Inglaterra           | Rehema Muthamia                 | 25    | Mill Hill           |
| Ilhas Caimã          | Rashana Hydes                   | 24    | West Bay            |
| Iraque               | Maria Farhad                    | 20    | Mosul               |
| Irlanda              | Pamela Uba                      | 25    | Galway              |
| Irlanda do Norte     | Anna Leitch                     | 27    | Cookstown           |
| Itália               | Claudia Motta                   | 21    | Velletri            |
| Jamaica              | Khalia Hall                     | 25    | Saint Ann           |
| Japão                | Maria Kaneya                    | 18    | Akita               |
| Luxemburgo           | Emilie Boland                   | 25    | Sandweiler          |
| Madagáscar           | Saya Nellie Anjaratiana         | 24    | Antananarivo        |
| Malásia              | Lavanya Sivaji                  | 25    | Batu Caves          |
| Malta                | Naomi Dingli                    | 26    | Attard              |
| Ilhas Maurícias      | Angélique Sanson                | 25    | Curepipe            |
| México               | Karolina Vidales Valdovinos     | 25    | Michoacán           |
| Moldávia             | Tatiana Ovcinicova              | 23    | Chișinău            |
| Mongólia             | Burte-Ujin Anu                  | 23    | Ulan Bator          |
| Namíbia              | Annerie Maré                    | 26    | Kamanjab            |
| Nepal                | Namrata Shrestha                | 23    | Katmandú            |
| Níger                | Oluchi Madubuike                | 25    | Lagos               |
| Nicarágua            | Sheynnis Palacios Cornejo       | 20    | Carazo              |
| Noruega              | Amine Storrød                   | 21    | Hvaler              |
| País de Gales        | Olivia Harris                   | 18    | Magor               |
| Países Baixos        | Dilay Willemstein               | 21    | Eindhoven           |
| Panamá               | Krysthelle Barreto Reichlin     | 25    | David               |
| Paraguai             | Bethania Borba                  | 18    | Alto Paraná         |
| Peru                 | Paula Montes                    | 25    | Lima                |
| Polónia              | Karolina Bielawska              | 20    | Łódź                |
| Porto Rico           | Aryam Mariel Díaz Rosado        | 22    | Naranjito           |
| Portugal             | Lidy Alves                      | 25    | Montalegre          |
| Quênia               | Sharon Obara                    | 19    | Nairóbi             |
| República Dominicana | Emmy Pena                       | 24    | Duarte              |
| Ruanda               | Ingabire Grace                  | 25    | Kigali              |
| Santa Lúcia          | Tyler Theophane                 | 23    | Choiseul            |
| Senegal              | Ndèye Fatima Dione              | 22    | Fatick              |
| Seicheles            | Kelly-Mary Anette               | 25    | Victoria            |
| Sérvia               | Andrijana Savić                 | 20    | Gornji Milanovac    |
| Singapura            | Khailing Ho                     | 18    | Cidade de Singapura |
| São Martinho         | Lara Mateo                      | 24    | Philipsburg         |
| Somália              | Khadija Omar                    | 20    | Mogadishu           |
| Sri Lanka            | Sadé Greenwood                  | 18    | Colombo             |
| Suécia               | Sadé Greenwood                  | 26    | Estocolmo           |
| Tanzânia             | Rose David Manfere              | 20    | Dar es-Salam        |
| Trinidad e Tobago    | Jeanine Kimberly Brandt         | 25    | San Fernando        |
| Tunísia              | Amani Layouni                   | 22    | Sousse              |
| Turquia              | Dilara Korkmaz                  | 23    | Ankara              |
| Uganda               | Elizabeth Bagaya                | 26    | Bombo               |
| Ucrânia              | Aleksandra Yaremchuk            | 22    | Vinnytsia           |
| Uruguai              | Xiomara Valentina Camejo Bernal | 23    | Canelones           |
| Venezuela            | Alejandra José Conde Licón      | 24    | Villa de Cura       |
| Vietname             | Đỗ Thị Hà                       | 19    | Thanh Hóa           |